# Amira Sebbouh
Amira Sebbouh est une rameuse d'aviron algérienne née le 24 janvier 2000.

## Carrière
Amira Sebbouh est médaillée de bronze junior en skiff ainsi qu'en deux de couple aux Championnats d'Afrique d'aviron 2015 à Tunis. Elle est ensuite médaillée d'or junior en skiff aux Championnats d'Afrique d'aviron 2017 à Tunis.
Elle remporte aux championnats d'Afrique d'aviron de plage sprint 2022 à Hammamet la médaille d'argent en deux de couple avec Chaïma Hellal Berrouane.
Aux Championnats d'Afrique d'aviron 2024, elle est médaillée d'argent en deux de couple et en quatre de couple et médaillée de bronze en skiff.